# Dictyna nebraska
Dictyna nebraska är en spindelart som beskrevs av Willis J. Gertsch 1946. Dictyna nebraska ingår i släktet Dictyna och familjen kardarspindlar. Inga underarter finns listade i Catalogue of Life.